# Дунайский (Краснодарский край)
Дуна́йский — посёлок в Белореченском районе Краснодарского края России. Входит в состав Пшехского сельского поселения.

## Географическое положение
Расположен в 14 км от центра поселения и в 22 км от районного центра.

## История
Посёлок Дунайский Белореченского района зарегистрирован 28 октября 1958 года решением Краснодарского крайисполкома.

## Население
| 2002 | 2010 |
| ---- | ---- |
| 59   | ↘33  |

## Улицы
- ул. Лесная[6].